# シラビソの花
『シラビソの花』（シラビソのはな）は、原作：荒仁、作画：神田たけ志による日本の時代劇漫画。『漫画ゴラクネクスター』（日本文芸社）で連載された。全8話。

## あらすじ
天保元年9月、江戸の両国の町にある雨降り長屋に、若い夫婦が引っ越してくる。2人の名は、片桐伊織と雪乃。伊織は藩の重役の妻となった幼馴染の雪乃を連れて脱藩したため、女敵討として追われる身であった。

## 登場人物
片桐 伊織
18歳。信州海道藩の軽輩の武士の四男。幼馴染の雪乃に惚れていたが、家を継ぐことも嫁をとることもできない為、彼女が他家に嫁に行くのを止めることもかなわなかった。しかし、雪乃が夫となった永井に斬られそうになったため、逆に永井を斬り雪乃を連れて逃げることを決意する。無住心剣流の遣い手で、腕は達者。
雪乃
20歳。伊織の幼馴染。藩の重役である永井の妻となったが、幼い時に伊織と交した結婚の約束を守るため、2人で江戸へ逃げる。
渡辺 源之輔
父の代からの浪人。古柔術と鏡新明智流の達人。伊織と同じ長屋に住み、口入屋からの仕事で糊口をしのぐ。4人の子持ち。
小夜
源之輔の妻。元は大店の娘。
片桐 一馬
伊織と雪乃の間に生まれた子供。

### 海道藩の人物
片桐 宗親
伊織の兄。脱藩した伊織を追って江戸に来る。伊織と立ち会って斬られた後、肥後国・延寿の無銘の刀を伊織に贈って息絶える。
いね
宗親の妻。
永井 秀勝
海道藩の奥右筆筆頭。雪乃の夫。自分の左腕を斬り落とし雪乃を連れて逃げた伊織を憎み、追手を差し向ける。
斉藤 頼永
伊織の剣の師匠。藩の剣術指南役であった。流行り病に倒れた子供のために借金して以来、永井の言いなりに働くこととなる。

### その他
小林 平三
父の敵を追って江戸に来た浪人。自分の腕では敵わないと思い仇討ちを諦めて、古本屋をして暮らしていた。
檜原 史郎（ひのはら しろう）
平三の父の仇。同僚だった平三の父を酒の席で惨殺した。出奔した後、江戸でヤクザ者の用心棒をしていた。
近江屋門左衛門
芝居小屋・近江屋の座頭。脚本も手がけている。
千佳
近江屋の一人娘。
佐吉
近江屋の番頭。

## 各話サブタイトル
第一話 「泣き虫」
第二話 「浪人・渡辺源之輔」
第三話 「敵は身の内」
第四話 「狐の正体」
第五話 「仇討ち指南」
第六話 「虚実皮膜の如し」
第七話 「望郷」
最終話 「生と死の旅立ち」

## 単行本
- 小池書院よりコンビニコミックで発売された『真説 御用牙』に収録（発売日：2009年3月10日） ISBN 978-4-86225-416-0